# Cova de Rouffignac
La gruta de Rofinhac (en occità Cauna de Rofinhac) és un jaciment arqueològic d'època paleolítica situat al municipi de Rouffignac-Saint-Cernin-de-Reilhac, al departament de la Dordonya, al sud-oest de França. Va ser declarat Patrimoni de la Humanitat per la UNESCO l'any 1979, i forma part dels «llocs prehistòrics i grutes decorades de la vall del Vézère», amb el codi 85-012.
Es tracta d'una cova o gruta amb art parietal. En el lloc, es troben més de 250 gravats, així com dibuixos al traç que daten del Paleolític superior (magdalenià, de més de 13.000 anys).
Va ser descrita ja el 1575 per François de Belleforest.
Està oberta al públic, i s'hi fa la visita amb tren elèctric.